# Volta Ciclista a Catalunya 2010
90. edycja wyścigu kolarskiego Dookoła Katalonii odbyła się w dniach 22–28 marca 2010 roku. Trasa tego hiszpańskiego sześcioetapowego wyścigu liczyła 1042,7 km ze startem w Lloret de Mar i metą w Barcelonie.
Zwycięzcą wyścigu został Hiszpan Joaquim Rodríguez, kolarz grupy Team Katusha. W wyścigu startowało dwóch Polaków: Sylwester Szmyd z Liquigas i Jarosław Marycz z Team Saxo Bank, którzy na mecie zajęli odpowiednio 98. i 124. miejsce.

## Etapy
| Etap    | Data     | Start – meta                                  | Długość (km) | Zwycięzca etapu  | Lider             |
| Prolog  | 22 marca | Lloret de Mar                                 | 3.6 (ITT)    | Paul Voss        | Paul Voss         |
| 1. etap | 23 marca | Salt – Banyoles                               | 182.6        | Mark Cavendish   | Paul Voss         |
| 2. etap | 24 marca | La Vall d’en Bas – La Seu d’Urgell            | 185.9        | Xavier Tondó     | Joaquim Rodríguez |
| 3. etap | 25 marca | Oliana – Ascó                                 | 209.7        | Jens Voigt       | Joaquim Rodríguez |
| 4. etap | 26 marca | Ascó – Cabacés                                | 181.2        | Davide Malacarne | Joaquim Rodríguez |
| 5. etap | 27 marca | El Vendrell – Barcelona                       | 161.9        | Samuel Dumoulin  | Joaquim Rodríguez |
| 6. etap | 28 marca | EsportParc – Barcelona (Circuit de Catalunya) | 117.8        | Juan José Haedo  | Joaquim Rodríguez |

## Wyniki
| M-ce | Imię i nazwisko   | Kraj      | Drużyna            | Czas        |
| ---- | ----------------- | --------- | ------------------ | ----------- |
| 1.   | Joaquim Rodríguez | Hiszpania | Team Katusha       | 25h 16' 03" |
| 2    | Xavier Tondó      | Hiszpania | Cervélo TestTeam   | + 10"       |
| 3    | Rein Taaramae     | Estonia   | Cofidis            | + 43"       |
| 4    | Luis León Sánchez | Hiszpania | Caisse d’Epargne   | + 45"       |
| 5    | Nicalas Roche     | Irlandia  | AG2R La Mondiale   | + 1' 20"    |
| 6    | Ryder Hesjedal    | Kanada    | Garmin-Transitions | + 1' 20"    |
| 7    | Michel Kreder     | Holandia  | Garmin-Transitions | + 1' 21"    |
| 8    | Roman Kreuziger   | Czechy    | Liquigas-Doimo     | + 1' 22"    |
| 9    | Janez Brajkovič   | Słowenia  | Team RadioShack    | + 1' 25"    |
| 10   | Rémy Di Grégorio  | Francja   | Française des Jeux | + 1' 26"    |